# Palácio da Bolsa

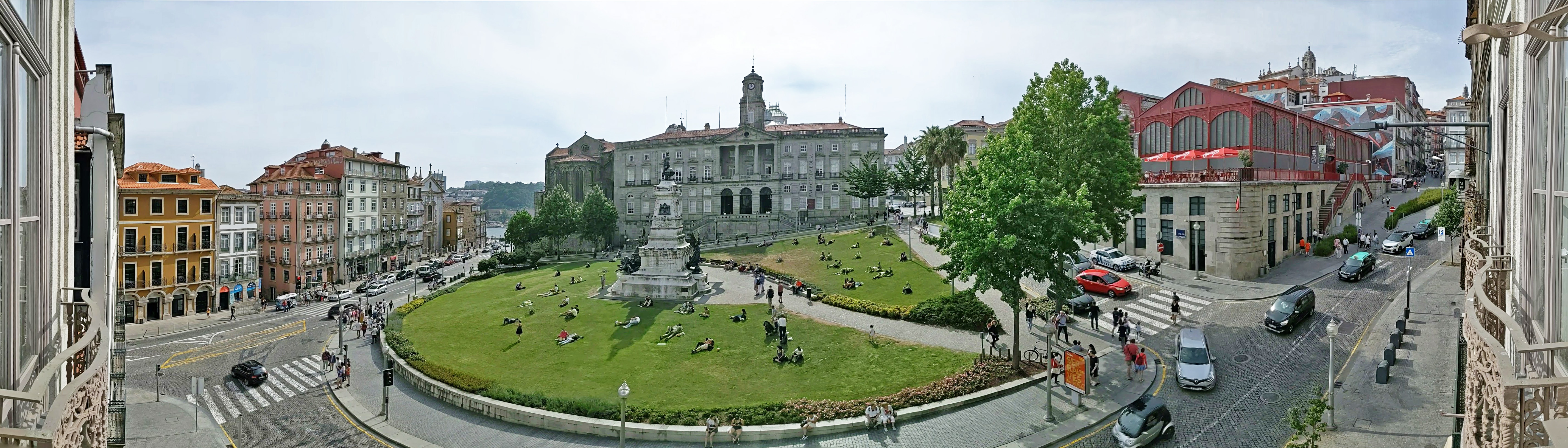
palácio da bolsa

O Palácio da Bolsa, ou Palácio da Associação Comercial do Porto, na cidade do Porto, em Portugal, começou a ser construído em Outubro de 1842, em virtude do encerramento da Casa da Bolsa do Comércio, o que obrigou temporariamente os comerciantes portuenses a discutirem os seus negócios na Rua dos Ingleses, em pleno ar livre.
Com uma mistura de estilos arquitectónicos o edifício apresenta em todo o seu esplendor, traços do neoclássico oitocentista, arquitectura toscana, assim como o neopaladiano inglês. Nas ainda por dentro e revestido a ouro.
Sede da Associação Comercial do Porto, serve agora para os mais diversos eventos culturais, sociais e políticos da cidade. O Salão Árabe detém o maior destaque de todas as salas do palácio devido, como o nome indica, a estuques do século XIX legendados a ouro com caracteres arábicos que preenchem as paredes e tecto da sala. É neste salão que tem lugar as homenagens a chefes-de-estado que visitam a cidade.
Na Sala dos Retratos encontra-se uma famosa mesa do entalhador Zeferino José Pinto que levou três anos a ser construída, revelando-se um "exemplar altamente qualificado em todas as exposições internacionais a que concorreu".

## Visitas turísticas
O Palácio da Bolsa está aberto para Visitas turísticas pagas, sendo um dos edifícios patrimoniais mais procurados da cidade do Porto.
- 2013 - Em 2013, mais de 220 mil turistas escolheram o Palácio da Bolsa como local de paragem obrigatória. Foram sobretudo estrangeiros, provenientes de França, Espanha, Alemanha e Brasil, mas também Tailândia, Indonésia, Malásia ou Singapura totalizando mais de 40 países.

O número de visitantes portugueses (perto de 29 mil) foi ultrapassado pelos franceses (que passaram os 46 mil) em 2013.
- 2014 - Em 2014, o monumento reuniu mais de 250 mil turistas, o que representa um acréscimo de 15% face ao ano de 2013. O palácio foi sobretudo visitado por turistas estrangeiros, com destaque para os oriundos de França, Espanha, Alemanha, Brasil e Itália, representando os portugueses cerca de um quarto das presenças.

O número de visitantes portugueses, que ultrapassou os 68 mil, registou um crescimento de 146% face aos 27 mil do ano anterior, ultrapassando os franceses (37 mil) e os espanhóis (30 mil) no ‘ranking’ dos países de origem dos turistas que visitaram o palácio.

## Galeria de fotos

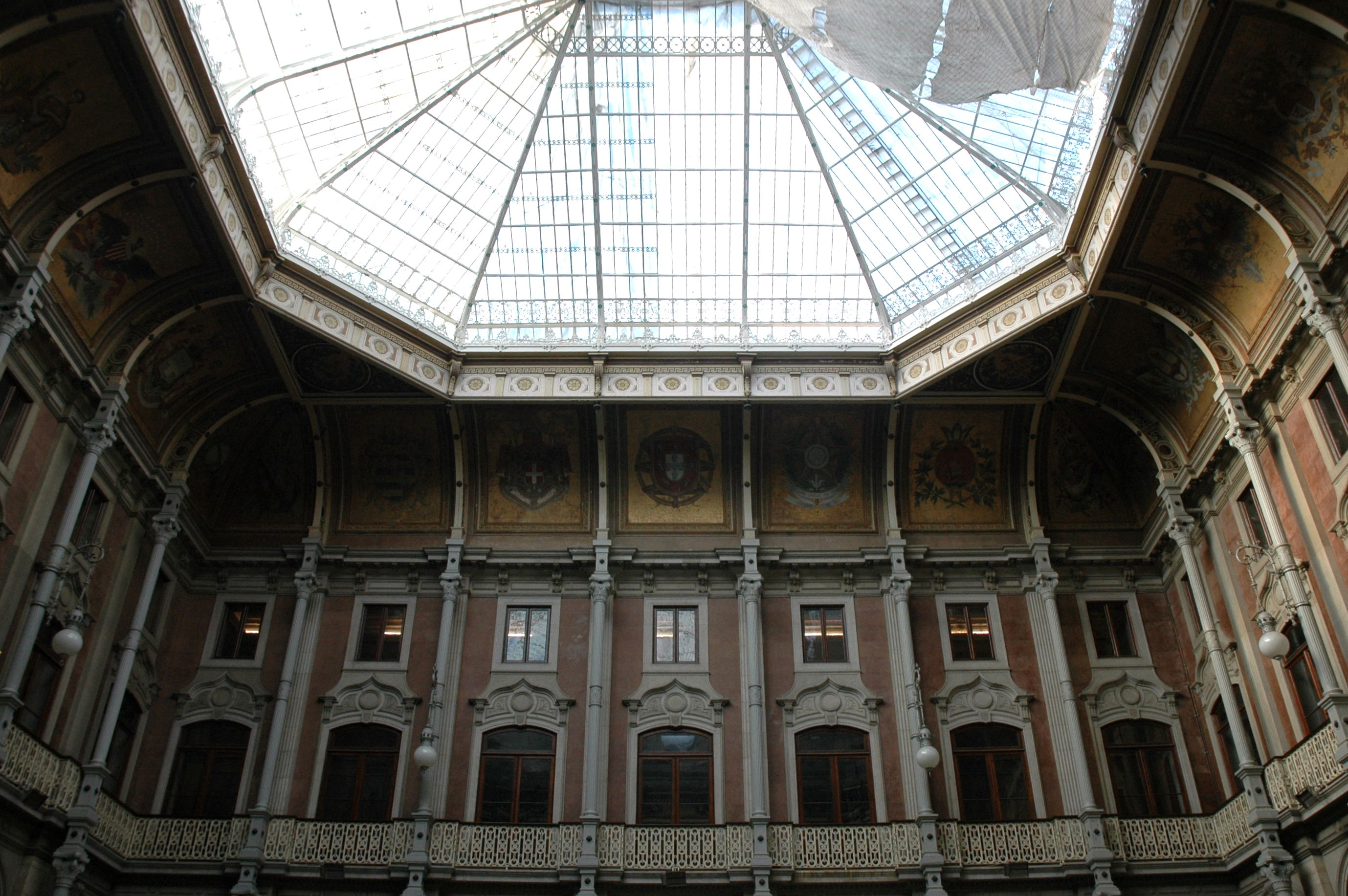
Pátio das Nações
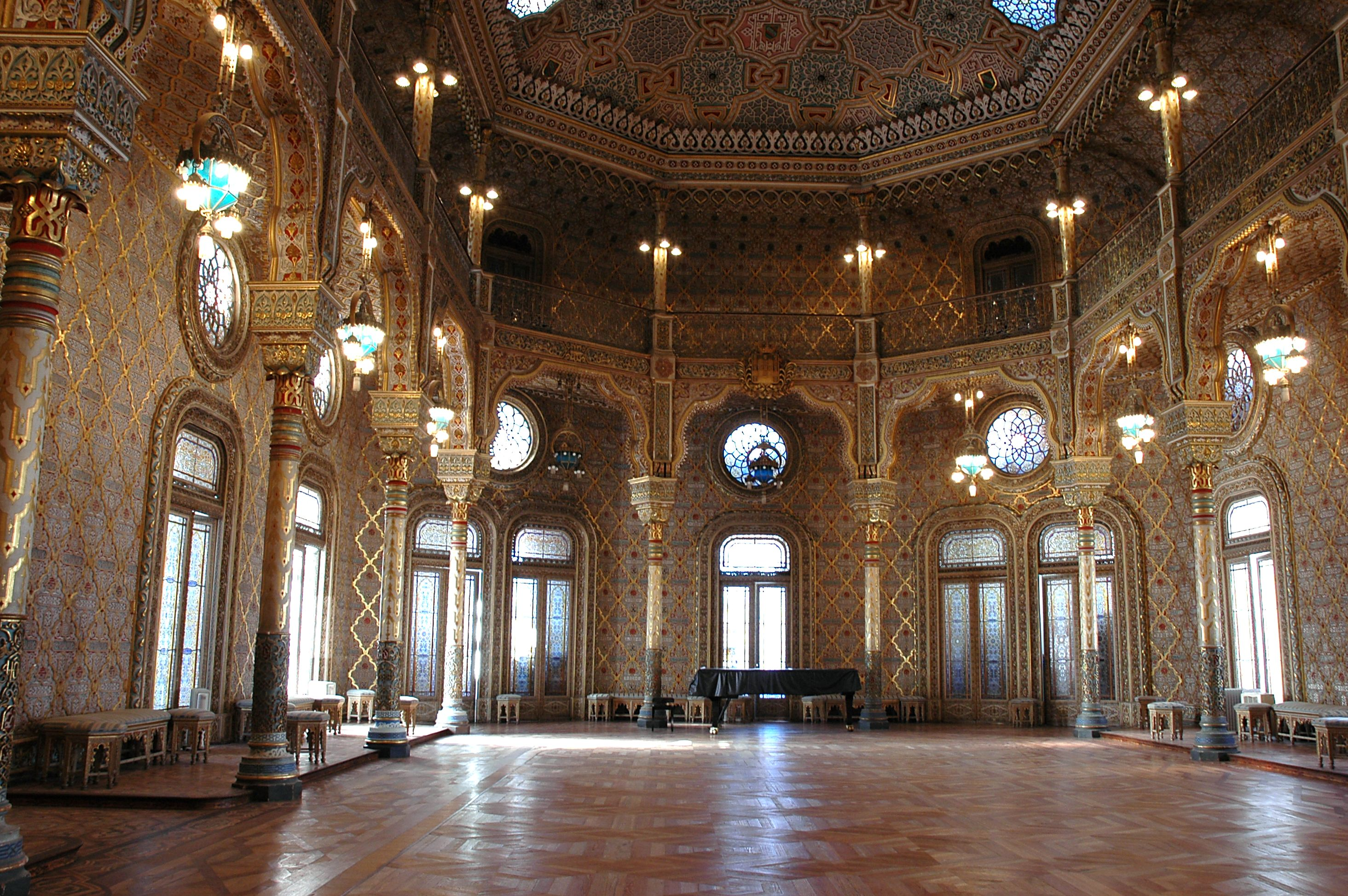
Salão Árabe
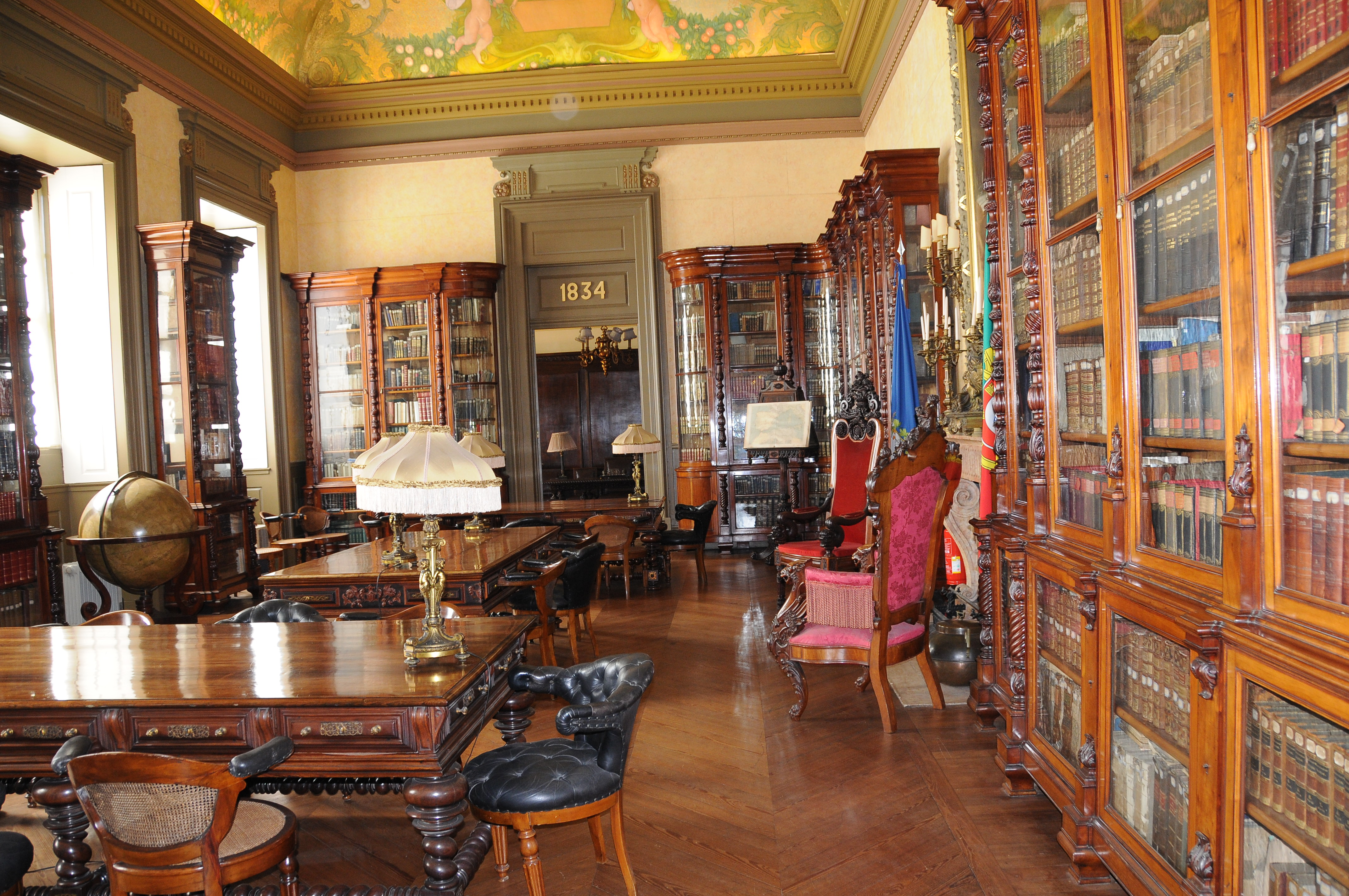
Biblioteca
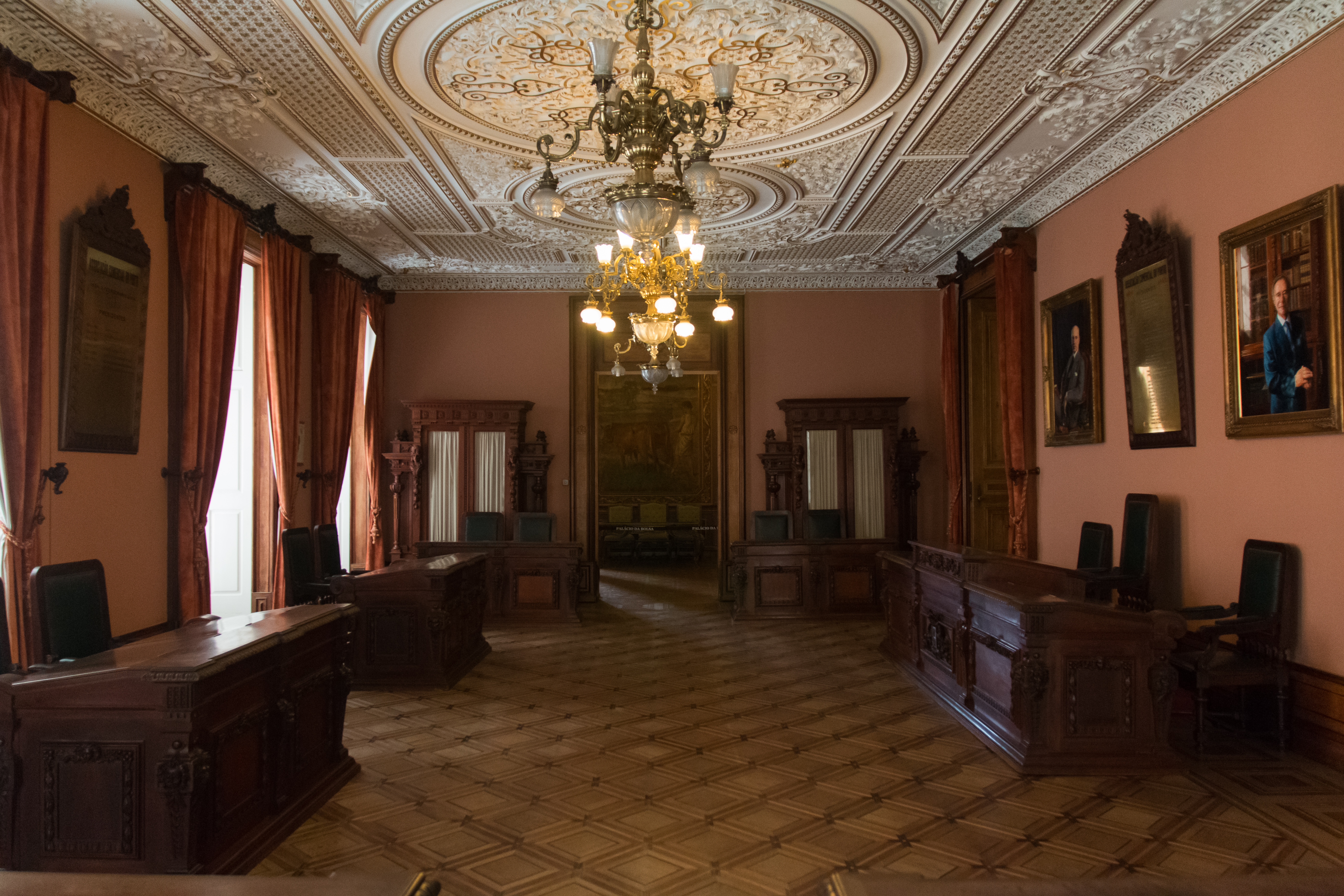
Sala Dourada
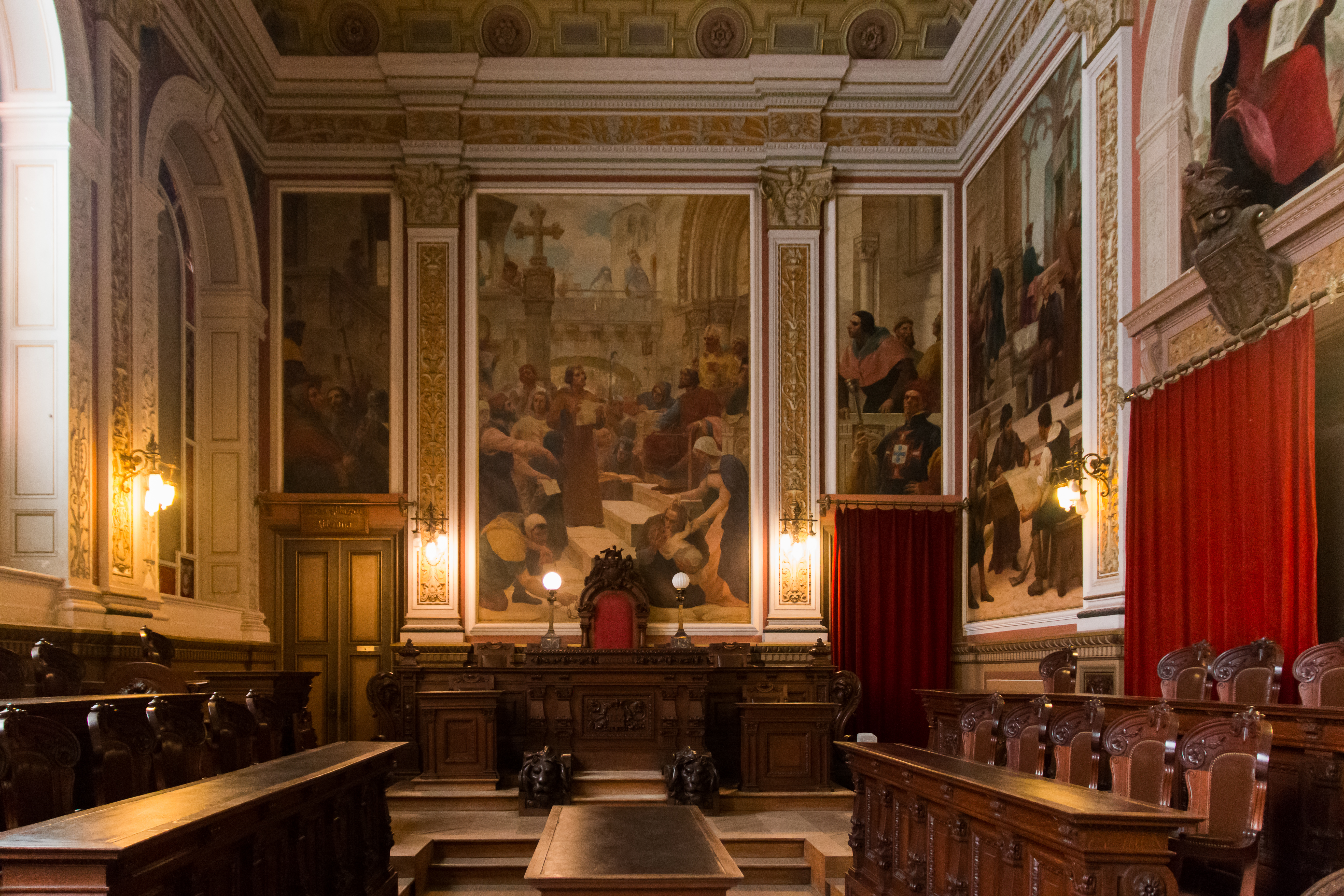
Sala do Tribunal
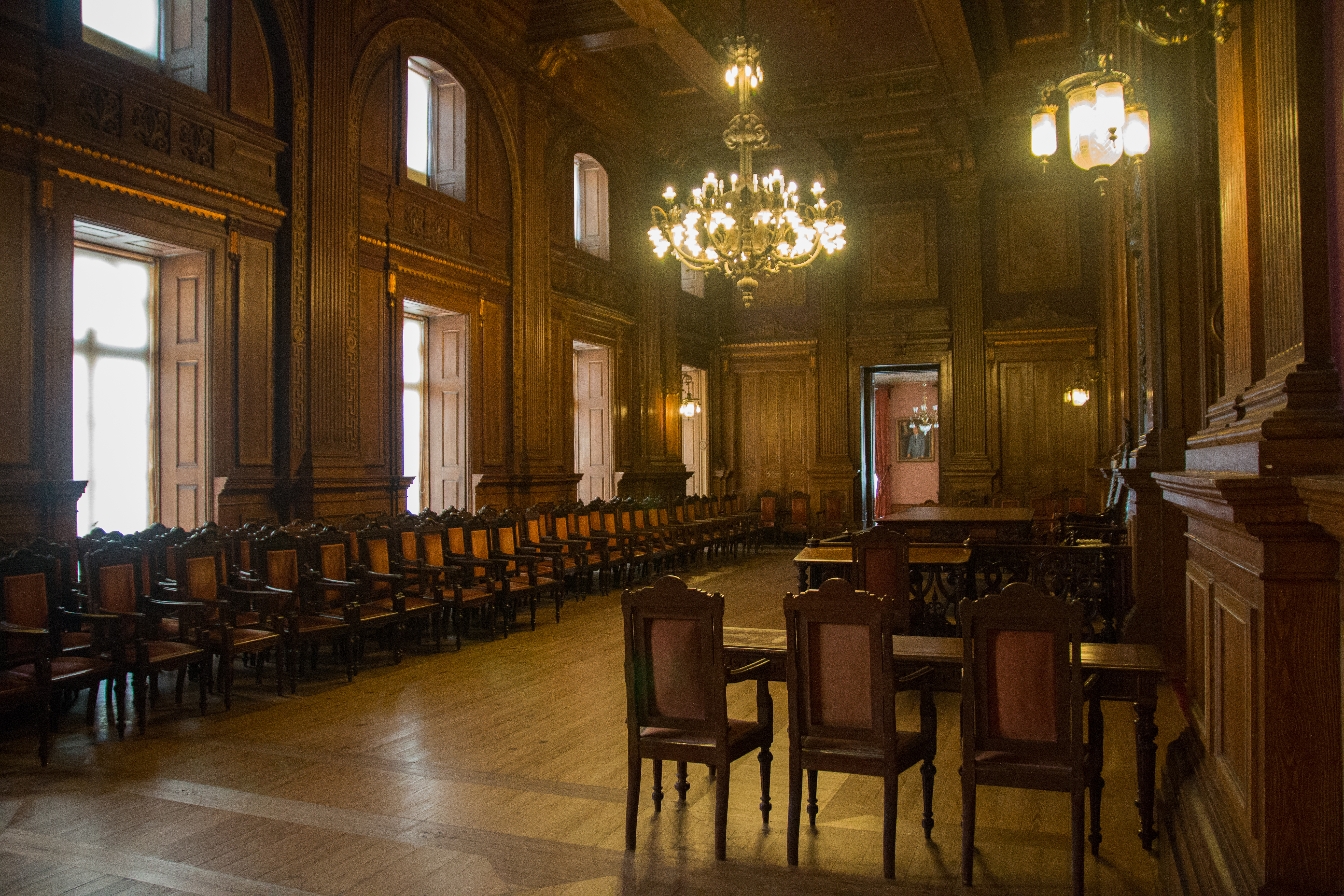
Sala das Assembleias Gerais